# 酰胺

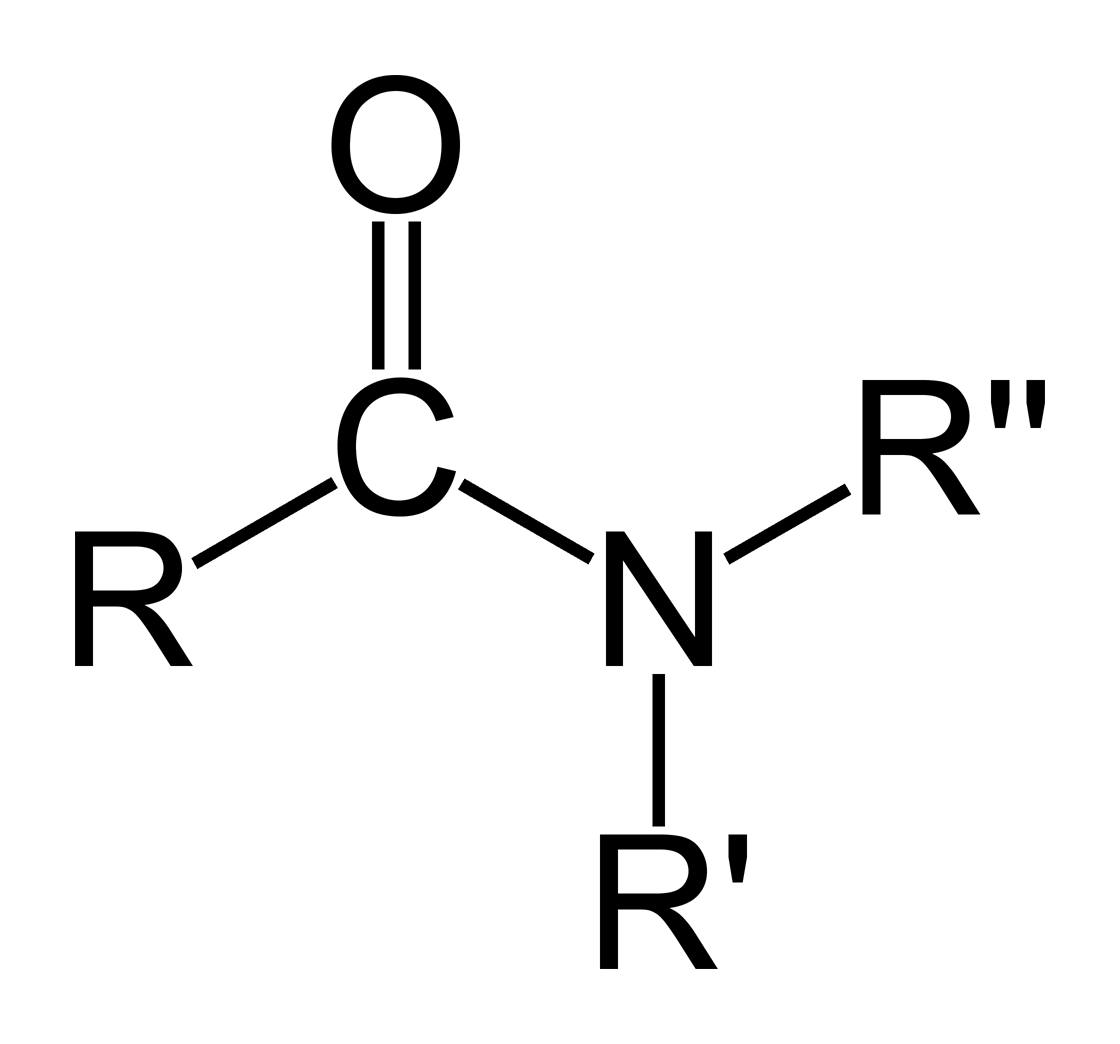
酰胺的通式

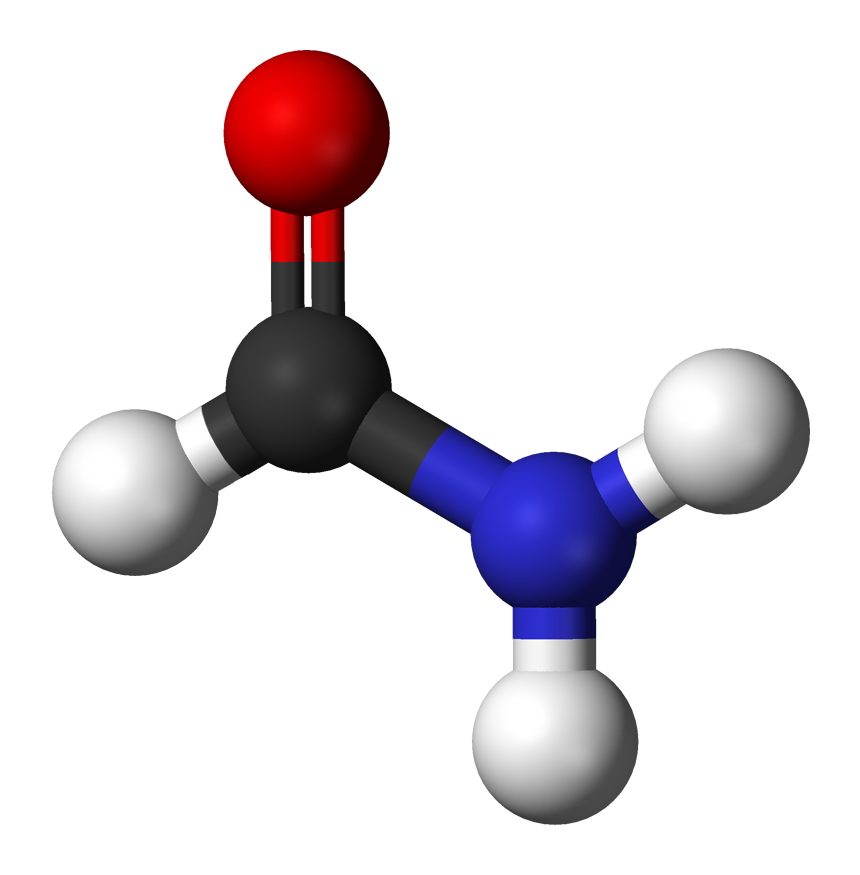
甲酰胺，最简单的酰胺

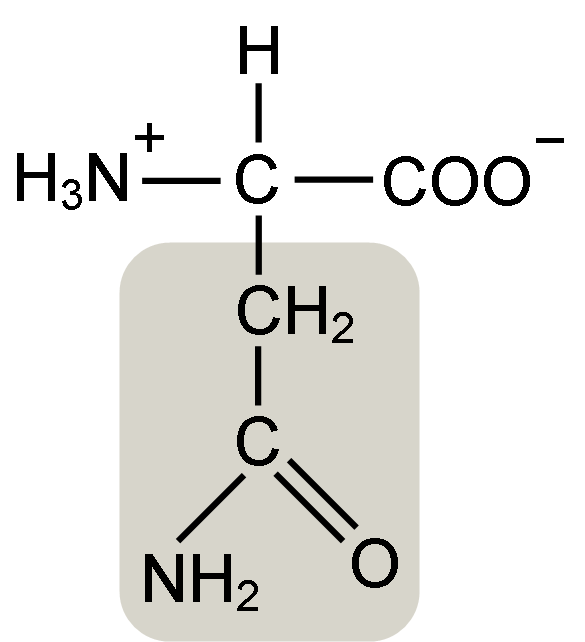
天冬酰胺是一种含有酰胺结构（标记区）的氨基酸

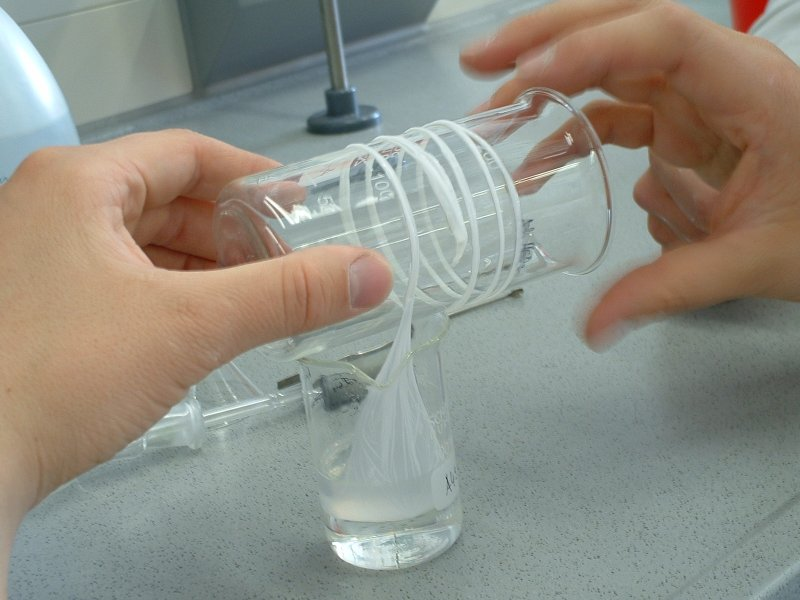
实验室中合成尼龙66

醯胺（英語：amide）是酰基碳与胺类相连，或氨中的氢被酰基取代的一类有机化合物。化学通式可记为 R1C(=O)NR2R3，其中R1、R2和R3可以是氢原子或有机基团。酰胺也可视为由羧酸与氨或胺缩合形成（酸中的-OH基被-NR2基置换）的有机化合物，是羧酸衍生物的一类，简单的酰胺有：甲酰胺、乙酰胺、苯甲酰胺和N,N-二甲基甲酰胺。
酰胺在自然界中广泛存在，并在科学技术中有重要应用。蛋白质中的肽键便以酰胺结构相连接。工业上重要的化工材料，如尼龙、芳纶、克维拉、特瓦纶等都是含酰胺结构单体聚合成的合成纤维。许多药物也都包含酰胺结构，它帮助维持刚性结构并抵抗水解，如对乙酰氨基酚、青霉素、LSD等。一些低分子量的酰胺，是常用的有机溶剂，如DMF和DMAc。

## 命名
酰胺可以看作羧酸被氨基或胺取代后衍生的产物，因此可以将酸字改为酰胺来命名，英文命名时将-ic acid改为-amide，例如：
|        |                |            |
| 乙酰胺 | 异丁（基）酰胺 | 乙二酰二胺 |

当酰胺中的氮上连有多个烃基时，则需要将氮上取代基写在某酰之前，并用N-来表示其位置（在没有歧义时可省略），例如：
|          |                  |              |
| 乙酰苯胺 | N,N-二甲基甲酰胺 | 二甲基乙酰胺 |

二元羧酸被氨（或胺）基取代时，称为“某二酰胺”，英文命名时将词尾-dioic acid改为-diamide；当两个羧基被同一个氨（或胺）基取代得到环状化合物时，称为“某二酰亚胺”，英文命名时将词尾改为-imide；当胺上的烃基与酰胺的碳原子首尾相连形成环状化合物时，称为“某内酰胺”，英文命名时将词尾改为-lactam，例如：
|          |                  | size=80%   |
| 丁二酰胺 | N-溴代丁二酰亚胺 | 4-丁内酰胺 |

酰胺根据其N上取代程度，可分为伯（一级）酰胺、仲（二级）酰胺和叔（三级）酰胺。

## 结构

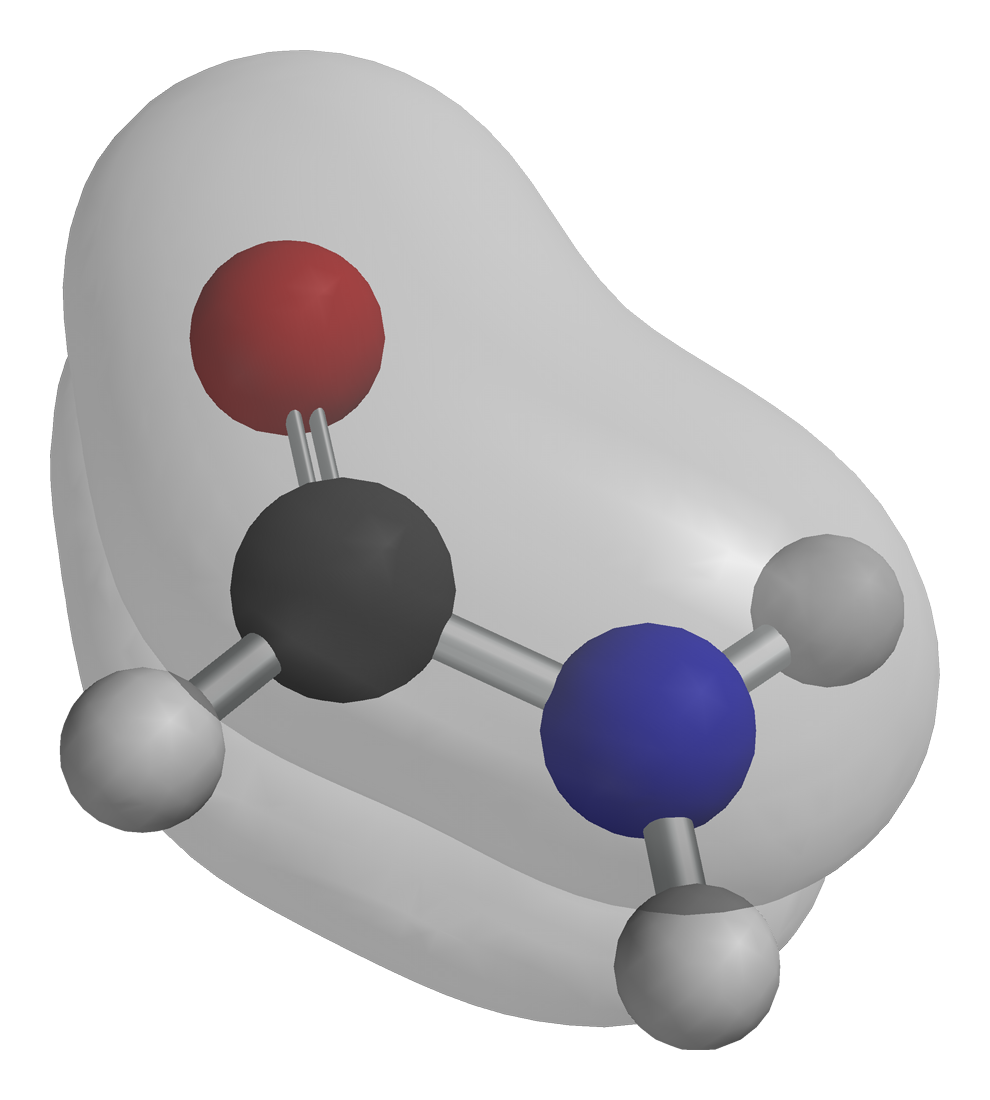
甲酰胺分子球棍模型，显示了π电子的离域情况

醯胺中的C-N鍵較胺中的C-N鍵要短，一方面是因爲醯胺中C-O鍵的碳是用sp2混成軌域與氮成鍵，而胺中C-N鍵的碳是用sp3混成軌域與氮成鍵，s成分較少；另一方面是因为氮上孤对电子在羰基上离域，在碳、氮和氧间形成共轭体系，从而使C-N键具有某些双键性质。因此，酰胺中的N、O、C位于同一平面，限制了围绕酰基的旋转。
酰胺结构有以下的共振式：

## 性质
除甲酰胺外，大部分具有RCONH2结构的酰胺为白色固体，这是因为分子间形成了氢键。在羧酸衍生物中，酰胺具有最强的稳定性，其水解最难发生，一般需要在强酸性或碱性条件下回流。相较于胺类，酰胺表现出较弱的碱性，低级的酰胺可溶于水，例如DMF和DMAc便是很好的非质子极性溶剂，且可以与水混溶。能与酸反应成盐，其质子化发生在氧原子上，酰胺的碱性要弱于胺，但强于酯、酮和羧酸，酰亚胺上的氢原子有弱酸性。
蛋白质和肽是含有酰胺键的重要生物分子。一些生物碱中也含有酰胺结构。

## 合成
酰胺可以通过羧酸与胺偶联制备，直接反应需要高温将水赶出体系：

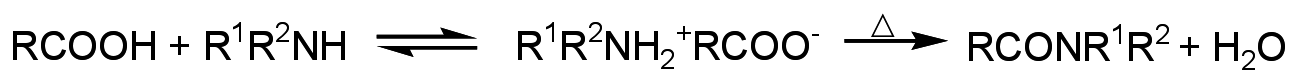
羧酸与胺偶联直接合成酰胺。

酰胺可以通过酯、酸酐（卢米埃尔-巴比耶方法）或酰氯（肖滕-鲍曼反应）与胺反应来合成。多肽合成中通过偶联剂（如HATU、HOBt、PyBOP）来合成酰胺。一些试剂，如Sheppard酰胺化试剂，被用来构建酰胺和亚胺结构。
| 反应                  | 底物                                       | 备注                                                                                  |
| --------------------- | ------------------------------------------ | ------------------------------------------------------------------------------------- |
| 亲核酰基取代反应      | 酰氯或酸酐                                 | 试剂：氨或胺                                                                          |
| Beckmann重排          | 环酮                                       | 试剂：肟和酸催化                                                                      |
| Schmidt反应           | 酮                                         | 试剂：叠氮酸                                                                          |
| 腈的控制水解          | 腈                                         | 试剂：水和酸催化                                                                      |
| Willgerodt–Kindle反应 | 芳基烷基酮                                 | 硫和吗啉                                                                              |
| Passerini反应         | 异腈、酮（或醛）和羧酸                     | 极性溶剂（如水或甲醇）                                                                |
| Ugi反应               | 异腈、羧酸、伯胺和酮（或醛）               |                                                                                       |
| Bodroux反应           | 羧酸和格氏试剂的胺类衍生物（如IMgNHR）     |                                                                                       |
| Chapman重排           | 芳基亚胺基醚                               | 对N,N-二芳基亚胺，反应机理为分子内芳香族亲核取代反应                                  |
| Ritter反应            | 腈、烷基化试剂如（异丁烯、叔丁醇）和强酸。 | 在浓酸作用下，腈与碳正离子发生加成反应得到仲酰胺，Ritter反应能在叔碳处构建一根C-N键。 |
| 末端烯烃的光化学加成  | 末端烯烃和甲酰胺                           | 甲酰胺对末端单烯烃的自由基同系化反应，得到反马氏加成产物。                            |
| 羧酸衍生物的氨解      | 酯、酰卤、酰胺和酸酐                       | 羧酸衍生物可以与氨反应，形成酰胺，称为氨解。                                          |

### 其他反应
有机钌化合物催化胺的脱氢酰化，该反应通过醇脱氢产生的醛，与胺形成半胺醛，随后二次脱氢得到酰胺，该反应的副产物为氢气
：
酰胺与胺反应生成新的酰胺的反应称为酰胺交换反应，该反应进行地非常缓慢，需要路易斯酸 和有机金属催化剂催化：
RC(O)NR'2  +  HNR"2  →   RC(O)NR"2  +  HNR'2

## 反应

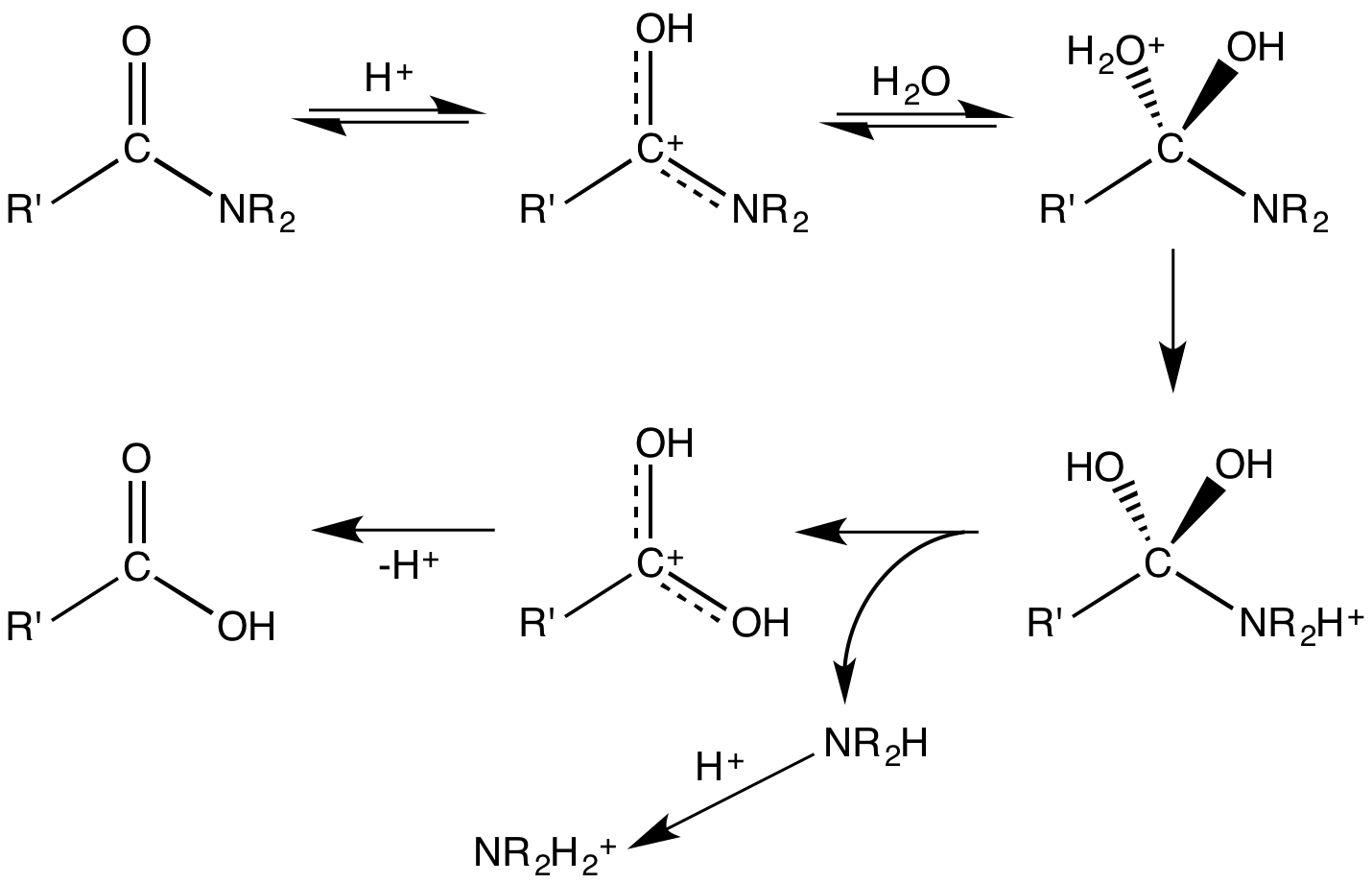
酰胺的酸性水解机理

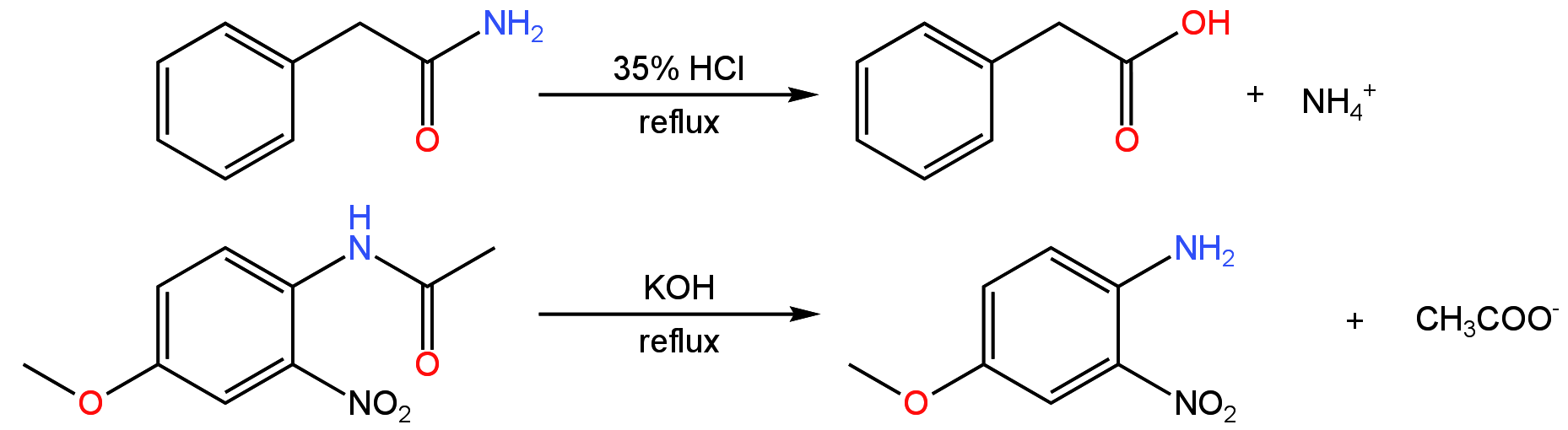
酰胺的酸性与碱性水解

酰胺会发生与酯相似的反应，但其反应性弱于酯。酰胺在热碱或强酸条件下会发生水解，酸性水解会产生对应羧酸和铵离子，碱性水解会产生对应胺和羧酸根离子。由于酰胺的水解条件相较于酯、酰卤更强烈，因此该反应不需要催化，也不可逆。
| 反应                     | 产物               | 反应条件                |
| ------------------------ | ------------------ | ----------------------- |
| 脱水                     | 腈                 | P2O5; 苯磺酰氯; TFAA+py |
| 霍夫曼重排               | 少一个碳原子的伯胺 | 溴+氢氧化钠             |
| 还原                     | 胺和醛             | i) LAH ii) H+/H2O       |
| Vilsmeier–Haack反应      | 醛                 | POCl3，芳香族底物       |
| Bischler–Napieralski反应 | 环亚胺             | POCl3，SOCl2等          |

## 参阅书籍
- 邢其毅等. . 高等教育出版社. 2005a.
- 邢其毅等. . 高等教育出版社. 2005b.